# Malcolm Cazalon
Malcolm Jean Ahmed Cazalon (Roanne, 27 de agosto de 2001) es un baloncestista francés que pertenece a la plantilla del Yukatel Merkezefendi Belediyesi de la BSL turca. Con 1,98 metros de estatura, juega en la posición de escolta.

## Trayectoria deportiva

### Primeros años
Cazalon nació en Roanne, Francia, donde su padre, Laurent Cazalon era jugador de baloncesto profesional. Comenzó a jugar baloncesto cuando era niño en las categorías inferiores del club local Chorale Roanne. En 2017 pasó al ASVEL, con el que jugó en la liga sub-21 de la LNB.

### Profesional
El 23 de agosto de 2018 firmó un contrato de tres años con JL Bourg de la LNB Pro A, la máxima liga profesional de Francia. El 19 de julio de 2019 fue cedido al Leuven Bears de la Pro Basketball League (PBL) en Bélgica. Allí jugó una temporada en la que promedió 6,0 puntos y 2,6 rebotes por partido.
El 10 de marzo de 2020 firmó con Mega Bemax de la Liga de Baloncesto de Serbia. Jugó tres temporadas, en la última de ellas promedió 10,7 puntos, 3,3 asistencias y 3,0 robos de balón por partido.
Después de no ser seleccionado en el draft de la NBA de 2023, firmó un contrato dual con los Detroit Pistons de la NBA el 2 de julio de 2023, y se unió a ellos para disputar la Liga de Verano de la NBA. El grueso de la temporada 2023-24 lo vivió en la G-League con Motor City Cruise, en el que promedió 10,9 puntos y 3,5 rebotes por encuentro. Debutó en la NBA con el primer equipo, disputando tres minutos ante Phoenix Suns, el 5 de noviembre. Fue despedido el 21 de febrero de 2024. Tres días después, el 24 de febrero se unió a los Westchester Knicks de la NBA G League.
El 6 de diciembre de 2024, firmó con el SIG Strasbourg de la LNB Pro A francesa, con el que promedia 10,3 puntos con un porcentaje del 43,8% en lanzamiento de tres puntos, y 3,7 rebotes.
El 17 de febrero de 2025, firma por el Bilbao Basket de la Liga Endesa.
El 16 de agosto de 2025 firmó por el Yukatel Merkezefendi Belediyesi de la BSL turca.

## Estadísticas de su carrera en la NBA

### Temporada regular
| Año     | Equipo  | PJ | PT | MPP | %TC | %3P | %TL | RPP | APP | ROB | TPP | PPP |
| ------- | ------- | -- | -- | --- | --- | --- | --- | --- | --- | --- | --- | --- |
| 2023-24 | Detroit | 1  | 0  | 2.6 | —   | —   | —   | .0  | .0  | .0  | .0  | .0  |
| Total   | Total   | 1  | 0  | 2.6 | —   | —   | —   | .0  | .0  | .0  | .0  | .0  |

## Logros y reconocimientos

### Clubes
Bilbao Basket
FIBA Europe Cup (1): 2025.